# Gaius Iulius Capito
Gaius Iulius Capito (vollständige Namensform Gaius Iulius Gai filius Collina Capito) war ein im 1. und 2. Jahrhundert n. Chr. lebender Angehöriger des römischen Ritterstandes (Eques).
Durch ein Militärdiplom, das auf den 15. Juni 92 datiert ist, ist nachgewiesen, dass Capito 92 Kommandeur der Cohors VII Gallorum war, die zu diesem Zeitpunkt in der Provinz Moesia inferior stationiert war. Ein weiteres Diplom, das auf den 19. November 102 datiert ist, belegt, dass er 102 Kommandeur der Ala Bosporanorum war.
Capito war in der Tribus Collina eingeschrieben.